# 19-es busz (Nyíregyháza)
A nyíregyházi 19-es buszvonal a Sóstói úti kórház és Gumigyár (Michelin) között közlekedik. Megállóinak száma Gumigyár (Michelin) felé 14, a Sóstói úti kórház felé 13 db. A vonalat a Volánbusz üzemelteti.

## Járművek
Solaris Urbino 12, Solaris Urbino 15, MAN Lion’s City

## Útvonal
Gumigyár (Michelin) felé:
Sóstói úti kórház - Etelköz - Városi Stadion - Stadion utca - Északi krt. 4. - Északi krt. 25. - Mező u. - Bethlen G. u. 67. - Derkovits u. 5. - Derkovits u. 73. - Derkovits u. 108. - Gumigyár (PHOENIX) - Rókabokori u. - Gumigyár (Michelin)
A Sóstói úti kórház felé:
Gumigyár (Michelin) - Gumigyár (PHOENIX) - Derkovits u. 108. - Derkovits u. 73. - Derkovits u. 5. - Mező u. 5. - Széna tér - Északi krt. 25. - Északi krt. 4. - Stadion u. - Városi Stadion - Etelköz - Sóstói úti kórház